# Diócesis de Salford
La diócesis de Salford (en latín: Dioecesis Salfordensis y en inglés: Roman Catholic Diocese of Salford) es una circunscripción eclesiástica de la Iglesia católica en el Reino Unido. Se trata de una diócesis latina, sufragánea de la arquidiócesis de Liverpool. Desde el 30 de septiembre de 2014 su obispo es John Stanley Kenneth Arnold.

## Territorio y organización
La diócesis tiene 1813 km² y extiende su jurisdicción sobre los fieles católicos de rito latino residentes en Inglaterra en la mayor parte del Gran Mánchester y la parte meridional del condado de Lancashire. Este territorio corresponde a los antiguos hundreds de Salford y de Blackburn.
La sede de la diócesis se encuentra en la ciudad de Salford, en donde se halla la Catedral de San Juan Evangelista.
En 2022 en la diócesis existían 110 parroquias agrupadas en 9 decanatos: St John–Salford; St Clare–South Manchester; St Ambrose Barlow–South Manchester incl Manchester City Centre; St Chad–North Manchester; Mount Carmel–Oldham; St Therese of Lisieux–Bury, Rochdale; St Joseph–Bolton; St John Southworth–Blackburn; y St John Vianney–Burnley.

## Historia
La diócesis fue erigida el 29 de septiembre de 1850 mediante el breve Universalis Ecclesiae del papa Pío IX, obteniendo el territorio del vicariato apostólico del distrito de Lancashire, del cual también se originó la diócesis de Liverpool (hoy arquidiócesis). Originalmente era sufragánea de la arquidiócesis de Westminster.
El 27 de junio de 1851 cedió el hundred de Leyland a la diócesis de Liverpool.
En el siglo XIX la diócesis estaba formada principalmente por inmigrantes irlandeses del distrito industrial de Mánchester. La inmigración marcó un rápido crecimiento de la diócesis, con la fundación de decenas de nuevas parroquias y el establecimiento de escuelas católicas para la educación del pueblo.
El obispo Herbert Vaughan fundó un seminario pastoral, en el que a los sacerdotes extranjeros destinados a la misión inglesa se les enseñaba durante un año a adaptarse a Inglaterra. El mismo obispo fundó un orfanato, un club cultural católico y unas cuarenta nuevas misiones o parroquias. El compromiso de la diócesis con las escuelas católicas también caracterizó todo el siglo XX.
El 28 de octubre de 1911 pasó a formar parte de la provincia eclesiástica de la arquidiócesis de Liverpool.
Desde la década de 1970 la diócesis vive un período de crisis, marcado por la reducción del número de sacerdotes y practicantes. Muchas parroquias se han fusionado y algunas han sido suprimidas.
En 1982 el papa Juan Pablo II visitó la diócesis y celebró misa en Heaton Park.
En 1988 la parroquia de Dunsop Bridge fue transferida a la diócesis de Salford por la diócesis de Leeds.

## Estadísticas
Según el Anuario Pontificio 2023 la diócesis tenía a fines de 2022 un total de 305 000 fieles bautizados.
| Año                                                                             | Población            | Población | Población      | Sacerdotes | Sacerdotes    | Sacerdotes    | Bautizados por sacerdote | Diáconos permanentes | Religiosos | Religiosos | Parroquias |
| Año                                                                             | Bautizados católicos | Total     | % de católicos | Total      | Clero secular | Clero regular | Bautizados por sacerdote | Diáconos permanentes | Varones    | Mujeres    | Parroquias |
| ------------------------------------------------------------------------------- | -------------------- | --------- | -------------- | ---------- | ------------- | ------------- | ------------------------ | -------------------- | ---------- | ---------- | ---------- |
| 1949                                                                            | 315 000              | 2 711 215 | 11.6           | 550        | 420           | 130           | 572                      |                      | 82         | 952        | 160        |
| 1969                                                                            | 382 300              | 2 500 000 | 15.3           | 527        | 415           | 112           | 725                      |                      | 112        |            | 204        |
| 1980                                                                            | 341 000              | 2 433 000 | 14.0           | 480        | 367           | 113           | 710                      |                      | 186        | 593        | 206        |
| 1990                                                                            | 320 720              | 2 403 000 | 13.3           | 408        | 314           | 94            | 786                      |                      | 125        | 485        | 208        |
| 1999                                                                            | 353 503              | 2 250 000 | 15.7           | 351        | 268           | 83            | 1007                     |                      | 115        | 360        | 186        |
| 2000                                                                            | 280 014              | 2 250 000 | 12.4           | 341        | 258           | 83            | 821                      |                      | 113        | 364        | 207        |
| 2001                                                                            | 302 750              | 2 216 000 | 13.7           | 347        | 260           | 87            | 872                      |                      | 114        | 310        | 205        |
| 2002                                                                            | 277 494              | 2 208 000 | 12.6           | 387        | 322           | 65            | 717                      |                      | 86         | 304        | 207        |
| 2003                                                                            | 287 214              | 2 206 000 | 13.0           | 256        | 250           | 6             | 1121                     |                      | 27         | 183        | 207        |
| 2004                                                                            | 287 717              | 2 208 000 | 13.0           | 257        | 251           | 6             | 1119                     |                      | 24         | 261        | 184        |
| 2010                                                                            | 289 470              | 2 250 000 | 12.9           | 264        | 195           | 69            | 1096                     |                      | 83         | 190        | 169        |
| 2014                                                                            | 270 000              | 2 623 000 | 10.3           | 300        | 211           | 89            | 900                      |                      | 100        | 189        | 145        |
| 2017                                                                            | 294 000              | 2 800 000 | 10.5           | 284        | 195           | 89            | 1035                     |                      | 99         | 181        | 145        |
| 2020                                                                            | 301 850              | 2 874 780 | 10.5           | 199        | 111           | 88            | 1516                     |                      | 120        | 204        | 119        |
| 2022                                                                            | 305 000              | 2 902 000 | 10.5           | 218        | 132           | 86            | 1399                     | 2                    | 118        | 166        | 110        |
| Fuente: Catholic-Hierarchy, que a su vez toma los datos del Anuario Pontificio. |                      |           |                |            |               |               |                          |                      |            |            |            |

## Episcopologio

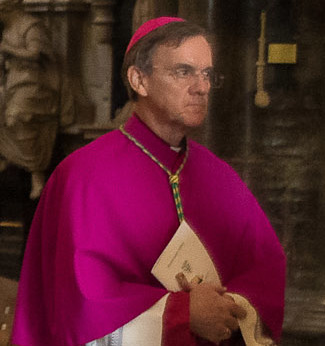
John Stanley Kenneth Arnold, obispo de Salford desde 2014

- William Turner † (27 de junio de 1851-13 de julio de 1872 falleció)
- Herbert Vaughan † (27 de septiembre de 1872-8 de abril de 1892 nombrado arzobispo de Westminster)
- John Bilsborrow † (15 de julio de 1892-5 de marzo de 1903 falleció)
- Louis Charles Casartelli † (28 de agosto de 1903-18 de enero de 1925 falleció)
- Thomas Henshaw † (14 de diciembre de 1925-23 de septiembre de 1938 falleció)
- Henry Vincent Marshall † (5 de agosto de 1939-14 de abril de 1955 falleció)
- George Andrew Beck, A.A. † (28 de noviembre de 1955-29 de enero de 1964 nombrado arzobispo de Liverpool)
- Thomas Holland † (28 de agosto de 1964-22 de junio de 1983 retirado)
- Patrick Altham Kelly (9 de marzo de 1984-21 de mayo de 1996 nombrado arzobispo de Liverpool)
- Terence John Brain (2 de septiembre de 1997-30 de septiembre de 2014 retirado)
- John Stanley Kenneth Arnold, desde el 30 de septiembre de 2014